# Diastyloides biplicatus
Diastyloides biplicatus is een zeekommasoort uit de familie van de Diastylidae. De wetenschappelijke naam van de soort is voor het eerst geldig gepubliceerd in 1865 door Sars G.O..